# У Сюэшэн, Мартин
Мартин У Сюэшэн (кит. 吳學聖 瑪定; 1817 — 18 февраля 1862) — святой Римско-Католической Церкви, мученик.

## Биография
Мартин У Сюэшэн родился в 1817 году в католической семье в деревне Чучанбо, провинция Гуйчжоу. После смерти родителей жил у своих родственников. В 1848 году местный католический епископ попросил его помогать священникам в миссионерской деятельности. С 1850 года Мартин У Сюэшэн стал изучать медицину, отправившись вместе со своим учителем в Дуюань, чтобы открыть там клинику. В Дуюане он был арестован за свою веру и отправлен в тюрьму, где был подвергнут пыткам, после чего его освободили и депортировали из Дуюаня. В 1856 году остановившись в гостинице, повесил на стене распятие. Хозяева донесли полиции о его пребывании в гостинице, после чего Мартин У Сюэшэн снова был арестован и оправлен в тюрьму. Через некоторое он был освобождён из заключения и поехал в Тунцзы, где стал помогать священникам в катехизации.
В 1861 году Мартин У Сюэшэн вместе с Иоанном Хуаном отправился в Кайчжоу. По дороге в Кайян они встретили католического священника Жан Пьера Нээля, который путешествовал со своими помощниками Иоанном Чжан Тяньчэнь и Иоанном Чэнь Сянхэн. Все они были арестованы 16 февраля 1862 года и казнены без формального суда через два дня 18 февраля 1862 года. Их отрубленные головы были выставлены на публичное обозрение.

## Прославление
Мартин У Сюэшэн был беатифицирован 2 мая 1909 года папой Пием XI и канонизирован 1 октября 2000 года папой Иоанном Павлом II вместе с группой 120 китайских мучеников.
День памяти в Католической Церкви — 9 июля.

## Источник
- George G. Christian OP, Augustine Zhao Rong and Companions, Martyrs of China, 2005, стр. 57  (англ.)